# 明王院 (阿波市)
明王院（みょうおういん）は、徳島県阿波市阿波町に位置する高野山真言宗の寺院である。山号は磨日山、本尊は不動明王と阿弥陀如来である。四国三十六不動尊霊場第2番札所
- 御詠歌：ありがたや　吉野川辺の　磨日山　ゆかりもふかき　南無不動尊

## 概要

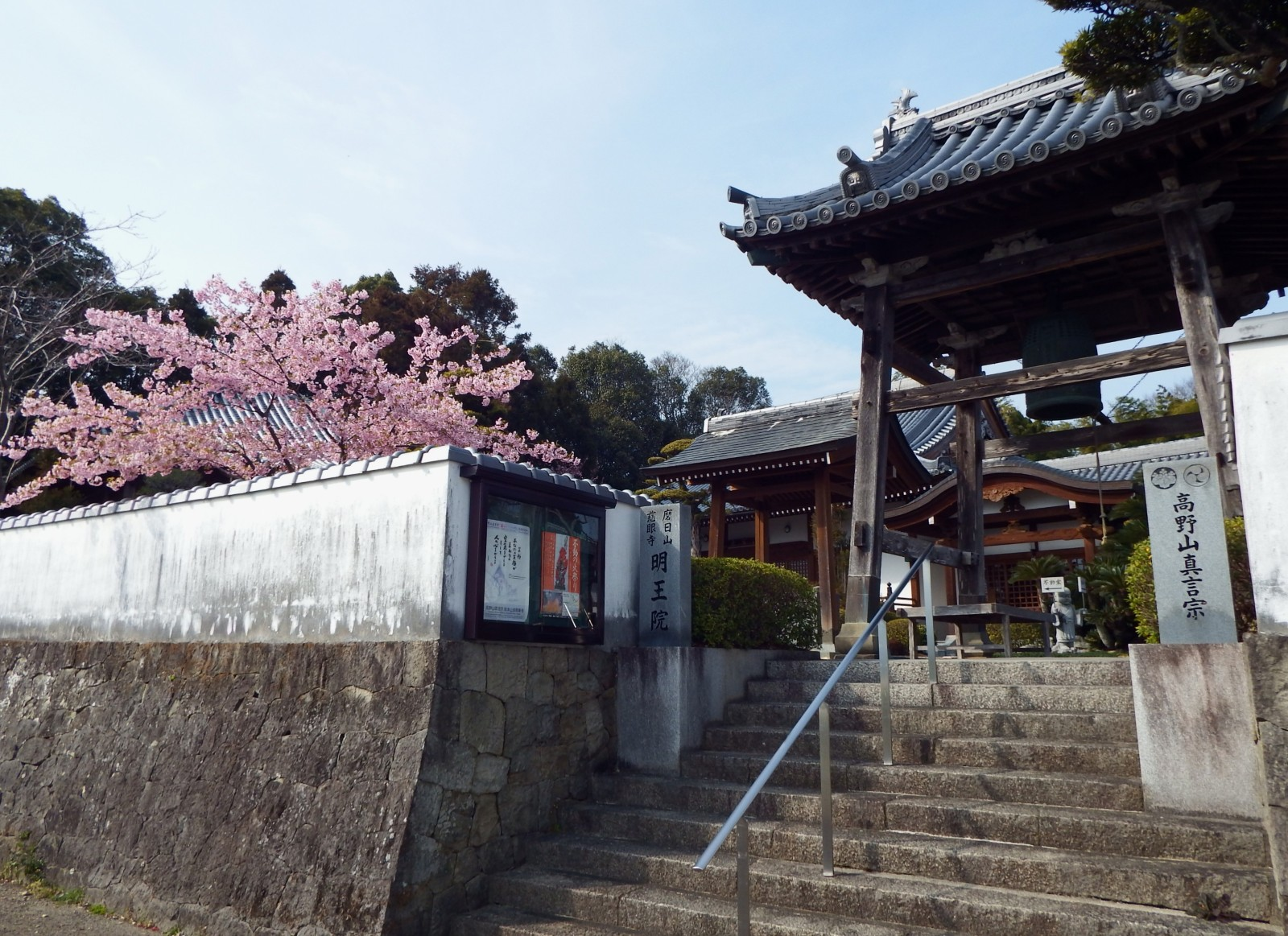
鐘楼門

境内からは吉野川の堰堤が見渡せ開放的であり、本堂背後の小山には石仏や五輪塔があり歴史を感じさせる。春には数種の桜の花が咲き誇る。当寺本尊の不動明王は鼠不動と云われ米を食い荒らすネズミを追い払い、豊作への願いが込められ、厄除祈願、学業成就にも霊験あらたかといわれる。
- 鼠不動のいわれ：伝えによると、昔、お供えしていた仏飯がネズミに食され、その御下がりを頂いていた寺男がお不動さんにネズミに食されないようにと祈願したところ、翌朝、お不動さんの剣にネズミが刺さっていて、以降、仏飯が食べられることがなくなったという。それを聞いた近郊の人々が鼠不動というようになり、御札を受けに来るようになった。（先々代住職大我和尚の伝えによる）

## 歴史
830年頃（天長年間）に空海によって吉野川の渡し舟「谷島渡し」の舟着場付近に一宇を創建。室町時代には藩主・細川氏の祈願所になる。
1543年（天文13年）の吉野川の大洪水により、本堂などが流失、本尊などの仏像は川島城に流れつき、長楽寺に一時安置された。
1622年（元和8年）に現在地に再興。中本寺の格式を与えられ、旧阿波郡・麻植郡の寺務を統括。

## 伽藍

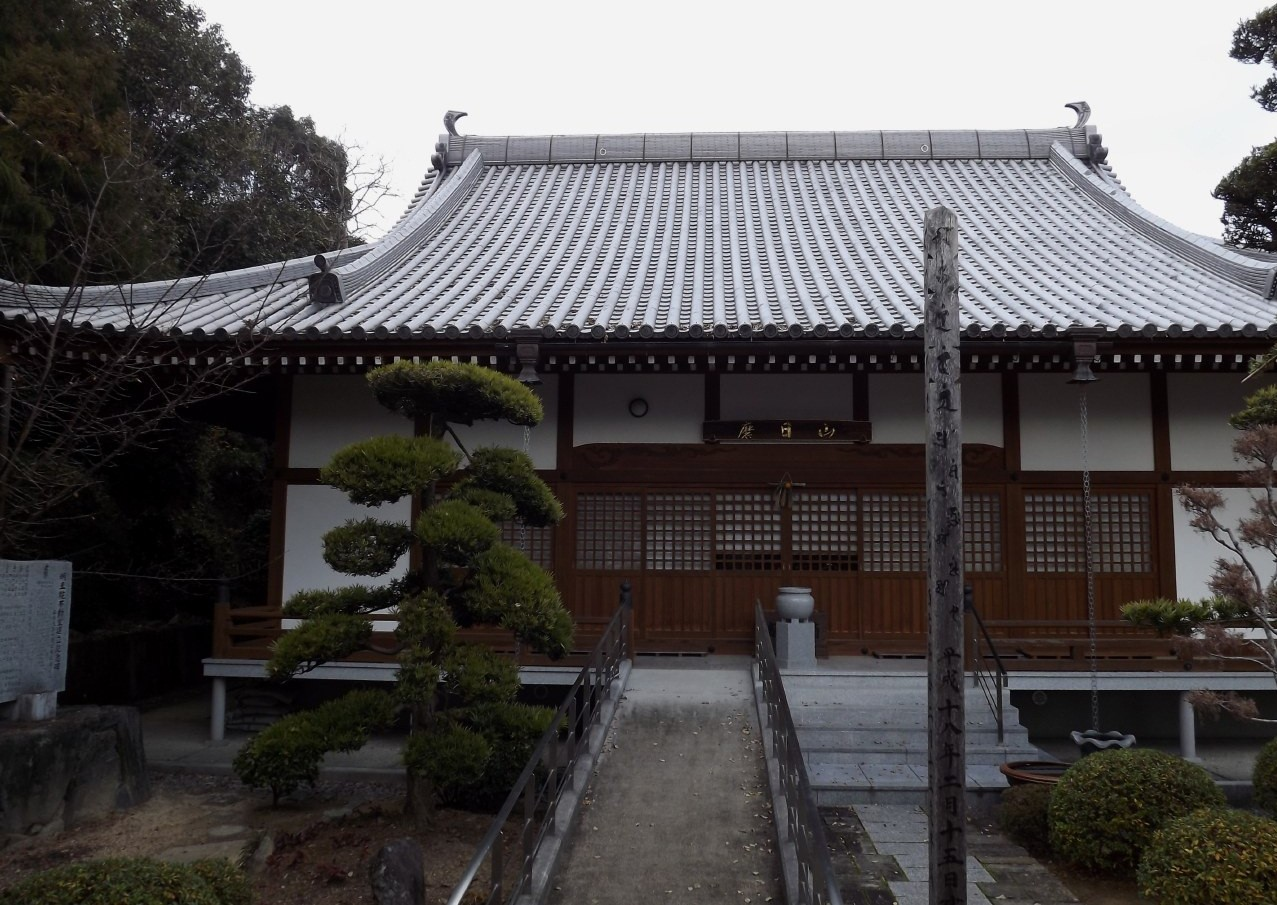
持仏堂

- 鐘楼門
- 本堂：不動明王
- 持仏堂：阿弥陀如来
- 庫裡

## 交通
- JR徳島線・学駅より約5.5km

## 前後の札所
四国三十六不動霊場
1番 大山寺 --(21.5km)-- 2番 明王院 --(11.5km)-- 3番 最明寺